# Baker-Verteidigung
Die Baker-Verteidigung ist eine Schacheröffnung.
Nach den Zügen 1. e2–e4 a7–a6?! (im Englischen St. George Defense oder Baker Defense genannt) entsteht eine sehr selten gespielte Verteidigung, deren Ziel ein Aufbau mit 2. … b7–b5 und nachfolgender Fianchettierung des Damenläufers ist. Der Zug Randbauer a7–a6 verfolgt also ähnliche Ideen wie die Sokolski-Eröffnung (1. b2–b4). Da der schwarze Spieler jedoch nach diesem Zug noch ein Tempo gegenüber dem Weißen, der auch noch den Anzugsvorteil besitzt, verliert, und sich die Chance nimmt, sofortiges Gegenspiel im Zentrum zu erreichen, wird diese Verteidigung daher sehr selten gespielt und ist auch kaum erforscht.
Aufsehen erregte 1980 diese schwarze Eröffnungswahl des englischen Großmeisters Tony Miles in seiner Partie gegen den damaligen Weltmeister Anatoli Karpow. Miles gewann nach einer Ungenauigkeit des Russen im Mittelspiel.

## Geschichte
Die erste bekannte Partie war eine Simultanpartie zwischen dem englischen Amateur J. Baker und dem ersten Schachweltmeister Wilhelm Steinitz am 11. Dezember 1868. Die Partie wurde von Baker gewonnen.
Der wahrscheinlich bekannteste Einsatz der Verteidigung war im Jahre 1980 in Skara, als Miles damit den damaligen Weltmeister Anatoli Karpov besiegte. Seitdem ist die Verteidigung auch unter dem Namen „Birmingham-Verteidigung“ – der Name der Heimatstadt Miles’ – bekannt.
Auch Boris Spassky spielte diese Verteidigung, und zwar in der 22. Partie der Schachweltmeisterschaft 1966 gegen den Weltmeister Tigran Petrosian. Die Partie begann mit 1. d4 b5 (Polnische Verteidigung), wurde aber durch Zugumstellung 2. e4 Lb7 3. f3 a6 zur Baker-Verteidigung. Es war ein sehr ungünstiger Einsatz dieser Verteidigung: Petrosian gewann die Partie, was ihm die benötigten 12 Punkte gab, um den Titel zu behalten.

## Theorie
Die St.-Georg-Verteidigung wird im Allgemeinen als eine schwache Antwort auf 1. e4 gesehen – im Vergleich zu 1. … e5, 1. … e6, 1. … c5 oder 1. … c6. Sie wird aber auch im Vergleich zur Owen-Verteidigung (1. e4 b6 2. d4 Lb7) als schwächer angesehen, weil Schwarz drei Züge nur für die Entwicklung seines Damenläufers verbraucht; die Owen-Verteidigung benötigt dafür nur zwei, während Weiß die Möglichkeit erhält, das Zentrum zu besetzen und auch zur Rochade bereit wäre.
Die Hauptvariante in dieser Eröffnung beginnt mit 1. e4 a6!? 2. d4 b5 und verzweigt sich dann. Die Hauptvariante setzt sich mit 3. Sf3 Lb7 4. Ld3 e6 5. 0–0 Sf6 fort. Eine andere wichtige Variante ist der „Drei-Bauern-Angriff“, manchmal auch als „Sankt-Georg-Gambit“ bezeichnet, dieser verläuft weiter mit 3. c4 e6!? 4. cxb5 axb5 5. Lxb5 Lb7.
Sankt Georg wird manchmal auch verwendet, um das Besetzen von b5 durch den weißen Läufer zu verhindern, um daraufhin wie in der Französischen Verteidigung fortzufahren.
Zur theoretischen Aufarbeitung dieser Variante trug zu großen Teilen Michael Basman bei.

### Varianten
Mit dem Zug 2. Lf1–c4?! kann Weiß eine Falle stellen, da Schwarz nun nicht mit 2. … b7–b5?? fortsetzen kann, ohne in Nachteil zu geraten. Es folgt nämlich das Läuferopfer:
3. Lc4xf7+ Ke8xf7 4. Dd1–h5+ g7–g6 (nach 4. … Kf7–f6 folgt 5. Dh5–f5 Matt) 5. Dh5–d5+ mit Gewinn des Turmes auf a8. Ebenfalls nicht möglich ist 4. … Kf7–e6, da 5. Dh5–d5+ Ke6–f6 6. Dd5–f5 mattsetzt.
Auf 2. Lf1–c4 kann Schwarz allerdings e7–e6! erwidern, wonach der Läufer nach dem folgenden Bauernvorstoß b7–b5 oder d7–d5 ein weiteres Mal ziehen muss.
In Varianten ohne frühes Lc4 ist eine Zugumstellung in die Moderne Verteidigung durch 2. … g7–g6 und 3. … Lf8–g7 gut möglich.

## Beachtliche Partie
|   | a | b | c | d | e | f | g | h |   |
| 8 |   |   |   |   |   |   |   |   | 8 |
| 7 |   |   |   |   |   |   |   |   | 7 |
| 6 |   |   |   |   |   |   |   |   | 6 |
| 5 |   |   |   |   |   |   |   |   | 5 |
| 4 |   |   |   |   |   |   |   |   | 4 |
| 3 |   |   |   |   |   |   |   |   | 3 |
| 2 |   |   |   |   |   |   |   |   | 2 |
| 1 |   |   |   |   |   |   |   |   | 1 |
|   | a | b | c | d | e | f | g | h |   |

Anatoly Karpov-Tony Miles 0:1
Europäische Mannschaftsmeisterschaft Skara, Januar 1980
Baker-Verteidigung, B00
1. e4 a6 2. d4 b5 3. Sf3 Lb7 4. Ld3 Sf6 5. De2 e6 6. a4 c5 7. dxc5 Lxc5 8. Sbd2 b4 9. e5 Sd5 10. Se4 Le7 11. 0–0 Sc6 12. Ld2 Dc7 13. c4 bxc3 14. Sxc3 Sxc3 15. Lxc3 Sb4 16. Lxb4 Lxb4 17. Tac1 Db6 18. Le4 0–0!? 19. Sg5 (19. Lxh7+!? ist ein gefährliches Opfer) h6 20. Lh7+ Kh8 21. Lb1 Le7 22. Se4 Tac8 23. Dd3 Txc1 24. Txc1 Dxb2 25. Te1 Dxe5 26. Dxd7 Lb4 27. Te3 Dd5 28. Dxd5 Lxd5 29. Sc3 Tc8 30. Se2 g5 31. h4 Kg7 32. hxg5 hxg5 33. Ld3 a5 34. Tg3 Kf6 35. Tg4 Ld6 36. Kf1 Le5 37. Ke1 Th8 38. f4 gxf4 39. Sxf4 Lc6 40. Se2 Th1+ 41. Kd2 Th2 42. g3 Lf3 43. Tg8 Tg2 44. Ke1 Lxe2 45. Lxe2 Txg3 46. Ta8 Lc7 0:1